# Michał Prażmowski (ok. 1440–1507)
Michał Prażmowski herbu Belina (ur. ok. 1440 w Prażmowie, zm. 14 marca 1507) – kanonik gnieźnieński, archidiakon w końcu proboszcz kapitulny płocki.

## Życiorys
Był synem Piotra kasztelana liwskiego, bratem Wawrzyńca. W 1457 zapisał się do Akademii Krakowskiej ukończył wydział nauk wyzwolonych i prawdopodobnie rozpoczął studia prawnicze. W 1463 przebywał na dworze biskupa płockiego Ścibora Gościęckiego był jego notariuszem. Z nadania biskupa Ścibora był kanonikiem w kapitule w Pułtusku, Świętego Michała w Płocku (1463-1473) i kapitule katedralnej w Płocku (1469-1479). Po śmierci biskupa Ścibora opuszcza Płock i udaje się do Rzymu na studia prawnicze. Przywozi także prowizję papieską na objęcie prałatur w katedrze płockiej. W 1491 jest znowu w Rzymie na dworze papieża Aleksandra VI jako pisarz kancelarii papieskiej. Papież we wrześniu 1496 mianował go akolitą i domownikiem papieskim. W grudniu 1496 został poborcą świętopietrza w prowincji gnieźnińskiej i legatem apostolskim. Od 1497 Michał Prażmowski przebywa w Płocku prowadząc spory o prebendy i porządkując sprawy majątkowe wykupując majątki i sołectwa co narażało go na liczne spory ze szlachta i proboszczami. W testamencie przeznaczył fundusze na fundację altari w katedrze płockiej gdzie został pochowany jak również zapisał fundusze na budowę wodociągów w Płocku co jednak nie doszło do skutku.